# Вернер, Михаил Евгеньевич
Михаил Евгеньевич Вернер (1881—1941) — советский кинорежиссёр, художник и сценарист, один из организаторов и деятелей Украинского кинофотокомитета. Среди множества фильмов, поставленных Вернером в дореволюционное и послереволюционное время, главное место занимали комедии.

## Биография
Михаил Евгеньевич Вернер родился в 1881 году в Москве в семье издателя и писателя Е. А. Вернера. 
В 1908 году стал выпускником парижской живописной школы. Затем работал в киноателье «Нептун». На протяжении пяти лет, с 1910 по 1915 годы, был театральным художником-декоратором.
Первые режиссёрские работы Михаила Вернера относятся к 1916 году. На студии Дранкова он поставил фильмы «Вся в прошлом», «Преступление доктора Стокса», «Чудовище с зелёными глазами». Режиссёр Александр Разумный писал, что М. Вернер был «популярным в то время художником и постановщиком мелодрам» и положительно оценивал его методы работы с актёрами.
В 1919 году выступил одним из организаторов Украинского кинофотокомитета и заведующим производством и режиссёром Всеукраинского кинокомитета в городе Киев. С 1920 года сотрудничал с русскими киностудиями, ставил фильмы в киносекции Политического управления Балтийского флота. Впоследствии работал кинорежиссёром в различных киностудиях на территории Украины.
Похоронен на Новодевичьем кладбище.

## Фильмография

### Режиссёр
- 1936 — «Девушка спешит на свидание»
- 1934 — «Живой бог»
- 1932 — «Событие в городе Сен-Луи»
- 1930 — «Летуны» (короткометражный), «Железная бригада»
- 1929 — «СЭП № 1»
- 1928 — «Пленники моря»
- 1927 — «Солистка его величества»
- 1926 — Волдырь подвёл (короткометражный)
- 1925 — «Трагедия Евлампия Чиркина», «Статья 123» (короткометражный), «Как ходить по улице» (короткометражный), «Вчера и сегодня»
- 1924 — «Президент Самосадкин»
- 1920 — «Всё для фронта»
- 1919 — «Первое мая» (документальный), «Запуганный буржуй» (короткометражный), «Азиатская гостья» (короткометражный)
- 1918 — «И вновь засветило солнце»
- 1917 — «Тайна высокой дамы», «Она»
- 1916 — «Барышня из кафе»

### Сценарист
- 1930 — «Летуны» (короткометражный)
- 1929 — СЭП № 1
- 1927 — «Солистка его величества»
- 1925 — «Статья 123» (короткометражный), «Как ходить по улице» (короткометражный)

### Художник
- 1930 — «Железная бригада»
- 1917 — «Тайна высокой дамы»
- 1917 — «Она»
- 1916 — «Барышня из кафе»